# Francis Hunger
Francis Hunger (* 1976 in Dessau) ist ein Medienkünstler, welcher mit den Mitteln der Videoinstallation und der Netzkunst arbeitet. Außerdem ist er als Autor und Kurator tätig und veröffentlicht medientheoretische und -historische Texte. Er lebt in Leipzig, Deutschland.

## Leben
Von 1997 bis 2003 studierte er Medienkunst an der Hochschule für Grafik und Buchkunst (HGB) in Leipzig und absolvierte im Anschluss dort bis 2007 den Meisterschülerabschluss. Während dieser Zeit war er als DJ und Veranstalter tätig und veranstaltete u. a. gemeinsam mit der DJ und Künstlerin Cornelia Friederike Müller monatlich Der Elektronischen Sonntag, in dessen Rahmen noch unbekannte Elektronik-Musiker auftraten. 2005 bis 2008 folgte eine Tätigkeit beim Hartware Medienkunstverein, Dortmund als Junior-Kurator, u. a. mit dem Workshop Satellite Voyeurism (2007) und der Ausstellung Anna Kournikova Deleted by Memeright Trusted System – Art and Copyright in the Digital Age (in Zusammenarbeit mit der Kuratorin Inke Arns). Von 2009 bis 2017 war er künstlerischer Mitarbeiter für elektronische Medien an der Burg Giebichenstein Kunsthochschule Halle. Seit 2015 forscht er im Rahmen eines künstlerischen Ph.D.-Studium an der Bauhaus-Universität Weimar über Die Form der Datenbank – Zu den Herkünften der relationalen Datenbank. In diesem Zuge veröffentlichte er auch zur Kritik der Künstlichen Intelligenz.

## Ausgewählte Werke

### The Setun Conspiracy, 2005
Diese Performance findet in einem Raum statt, der sich durch einen massiven Auskunftsschalter und eine absurd lange, durch Absperrständer markierte, Warteschlange auszeichnet. Der Künstler gibt Auskunft über einen Computer der nicht binär, mit 0 und 1, sondern ternär, mit −1, 0 und 1 rechnete und angeblich Ende der 1950er Jahre in Moskau entwickelt wurde. Den Besuchern ist es nicht gestattet, Kommentare zu geben, sie dürfen lediglich Fragen stellen. Ob es sich bei dem Erzählten um Realität oder Fiktion handelt, wird während der Performance durch den Künstler bewusst in der Schwebe gehalten.
2008 gab Francis Hunger die tatsächlichen Hintergründe seiner mediengeschichtlichen Recherche als Buch mit dem Titel Setun – Eine Recherche über den sowjetischen Ternärcomputer heraus und veröffentlichte erstmals aus dem Russischen übersetzte Dokumente in deutscher und englischer Sprache über den Setun Computer.

### Die Frau, die nie ins Weltall flog, 2012
Die Arbeit fiktionalisiert die Geschichte der Frau, die fast die erste Frau im Weltall geworden wäre, wenn nicht Walentina Tereschkowa für den Flug ausgewählt worden wäre: Walentina Ponomarjewa. In einem 52-minutigen Hörspiel wird vom Training der ersten Frauengruppe im Zuge des frühen Raumfahrtprogramms der UdSSR und den Widerständen gegen Frauen im Hochtechnologiemilieu der post-stalinistischen Ära erzählt. Die Installation besteht aus einer runden Skulptur im Umfang der Wostok-Raumschiffkapsel, dem Hörspiel und einer Reihe von gerahmten Bildern, die als Chor der Toten Raumfahrer ebenfalls im Hörspiel auftreten. Auf der den Besuchern zugewandten Vorderseite der Bilder befindet sich schwarzer Samt, auf der nicht einsehbaren Rückseite Bilder der bis zum jeweiligen Ausstellungszeitpunkt umgekommenen Raumfahrer.
Die Recherche kontextualiserte Hunger in dem 2013 publizierten Text Bleibt gelassen Freunde – wir haben noch alles vor uns. Die Beinahe-Raumfahrerin Valentina Ponomarva und das Scheitern gesellschaftlicher und persönlicher Utopien.

### Deep Love Algorithm, 2013
Die Installation besteht aus mehreren Displays und einer Videoprojektion. Mit Hilfe von Dialogen, welche wie Zwischentitel in Stummfilmen inszeniert sind, grafischen Animationen und inszenierten Fotografien wird eine fiktionale Geschichte erzählt. Deren Protagonisten Jan und Margret begeben sich auf eine journalistische Recherche nach der Herkunft elektronischer Datenbanken während sich zwischen ihnen eine unglückliche Liebesgeschichte entspinnt.

## Ausstellungen (Auswahl)
2019
- WIN/WIN. Halle 14, Leipzig

2017
- Mood Swings. Q21 Freiraum Gallery, Vienna
- Die verschollene Utopie. Halle 14, Leipzig
- A romance with revolution I. ACC Galerie, Weimar und Museum of Nonconformist Art, St. Petersburg

2016
- European Media Art Festival, Kunstverein Osnabrück, cat.
- Kingdom Paradise, Städtische Museen, Zittau, cat.

2015
- Kingdom Paradise, Kunstraum ACC Galerie, Weimar, commission
- Unsichtbare Manöver – Interpretationsreservate und Definitionsreviere, Galerie Wedding – Raum für zeitgenössische Kunst, Berlin

2014
- Memorial to Cold War Victory, Cooper Union Gallery,  New York
- Search Routines: Narrations of Databases, Kunstraum D21, Leipzig, cat.

2013
- Monday begins on Saturday, The Bergen Assembly Triennial, Bergen, cat., commission
- Der Ungeduld der Freiheit Gestalt zu geben, Württembergischer Kunstverein, Stuttgart, cat.

2012
- III. Moscow Biennial for Young Art, Center for Contemporary Art, Moscow
- History has left the building, Hartware MedienKunstVerein, Dortmund, Einzelausstellung, cat., commission

2010
- II. Biennial of Young Art, Center for Contemporary Art/Artplay Center, Moscow
- Amnesie, Kunsthalle Faust, Hannover

## Kuration (Auswahl)
2018
- Rosebuds – Hidden Stories of Things. Kunstraum D21, Leipzig, in Kooperation mit Lena Brüggemann & Fabian Reimann

2014
- Symposium: Search Routines – Narrations of Databases. Kunstraum D21, Leipzig

2012
- Was hinter uns liegt, liegt vor uns. Farbfest 2012, Stiftung Bauhaus Dessau

2010
- Satellite/Border/Footprint. Workshop, HMKV, Dortmund

2008
- Unwille, Künstlerhaus Dortmund
- Anna Kournikova Deleted by Memeright Trusted System – Art and Copyright in the Digital Age, HMKV, Dortmund, in  Kooperation mit Inke Arns

2007
- Niemals Scheitern. Galerie Jette Rudolph, Berlin
- Satellite Voyeurism. workshop, HMKV, Dortmund

2006
- Irational Action Weekend. HMKV, Dortmund
- How I learned to love RFID – Workshop at HMKV Dortmund

2005
- Readme 100 – Temporary Software Art Factory, Stadtbibliothek Dortmund, In Kooperation mit Inke Arns, Olga Goriunova and Alexei Shulgin

## Publikationen
- Lena Brüggemann, Francis Hunger, Fabian Reimann (Hg.): Rosebuds – Hidden Stories of Things. Kunstraum D21, Leipzig, 2018
- Lena Brüggemann, Francis Hunger: Search Routines – Narrations of Databases. Kunstraum D21, Leipzig, 2015
- Francis Hunger: Satellite/Border/Footprint, HMKV, Dortmund, 2010
- Inke Arns, Francis Hunger (Hg.): Anna Kournikova Deleted by Memeright Trusted Systems. Kettler, Bönen, 2008
- Francis Hunger (Hg.): SETUN. An inquiry into the Soviet Ternary Computer. Verlag des Instituts für Buchkunst Leipzig, Leipzig, 2008
- Inke Arns, Francis Hunger, Alexei Shulgin, Olga Goriunova (Hg.): Readme 100 – Temporary Software Art Factory, BOD, Norderstedt, 2005